# Horst Buchholz
Horst Werner Buchholz (Berlin, 1933. december 4. – Berlin, 2003. március 3.) német színész.

## Életpályája
Tanulmányait a Ludwig Drámai Színiiskolában végezte.
Előbb statiszta volt a kelet-berlini operaházban, majd 1950–től a nyugat-berlini Hebbel Theater, illetve a Schiller Theater tagja lett. Itt Jean-Paul Sartre Temetetlen holtak című drámájában lépett fel. A rádióban is gyakran szerepelt. 1954-ben Julien Duvivier fedezte fel a filmnek. 1959-ben a Broadway-en szerepelt. Az 1960-as években az USA-ba szerződött.
Az 1990-es években visszatért Németországba.

## Munkássága
Rövid idő alatt hazája egyik népszerű filmszínésze lett. Jellemábrázoló tehetségén, rokonszenves megjelenésén, könnyed játékstílusán kívül ezt elsősorban annak köszönhette, hogy a nyugatnémet ifjúság benne találta meg eszményített típusát. Főként mai fiatalembereket személyesített meg hanyag eleganciával. A filmsajtó gyakran hasonlította a tragikusan elhunyt James Dean amerikai színészhez. Emlékezetes szerepe a Thomas Mann azonos című regénye nyomán készült Egy szélhámos vallomásai (1957) derűs Felix Krullja, valamint a Feltámadás (1958) Nyehljudov hercege. Romy Schneider partnere volt Vaszary Gábor megfilmesített regényében (Monpti, 1957). Nemzetközi sikerét az 1960-as A hét mesterlövész hozta meg számára, ahol Charles Bronson, Steve McQueen és James Coburn partnere volt. Egy évvel később a Billy Wilder-rendezte Egy, kettő, három című, Molnár Ferenc művéből készült filmben is látható volt. 1997-ben Roberto Benigni Az élet csodaszép című filmjének egyik vezető szerepét, dr. Lessinget alakította, a rajongók több Derrick-epizódban is láthatták.

## Magánélete
1958-ban feleségül vette Myriam Bru francia színésznőt (sz. 1932), akivel a Feltámadás (Auferstehung) c. film főszerepeit játszották együtt. Franciaországban és Svájcban éltek. Két gyermekük született: Christopher (1962) és Beatrice. 2003-ban, Berlinben, tüdőgyulladásban halt meg.

## Filmjei
- Marianne (1954)
- Ég csillagok nélkül (Himmel ohne Sterne) (1955)
- Regine (1956)
- A huligánok (1956)
- Robinson nem halhat meg (1957)
- Egy szélhámos vallomásai (1957)
- Monpti (1957)
- Végállomás: szerelmem (1957)
- Nedves aszfalt (Nasser Asphalt) (1958)
- Feltámadás (1958)
- Tigris-öböl (Tiger Bay) (1958)
- A halálhajó (1959)
- A hét mesterlövész (1960)
- Egy, kettő, három (1961)
- Fanny (1961)
- Kilenc óra Ráma oltáráig (Nine Hours to Rama) (1962)
- Az unalom (La noia) (1963)
- Isztambul-akció (1964)
- Johnny Banco (1966)
- Cervantes (1966)
- Hogyan, mikor, miért? (Come, quando, perché) (1969)
- A keringőkirály (The Great Waltz) (1972)
- Hiéna a kisvárosban (1974)
- Derrick (1976, 1978, 1980, 1983)
- The Savage Bees (1976)
- Támadás Entebbénél (1976)
- A csodálatos Nemo kapitány (1978)
- Charlie angyalai (1978)
- Pokoltól a győzelemig (1979)
- Aphrodite (1982)
- Az 'Öreg' (1983)
- Sahara (1983)
- Az Overlord hadművelet (1985)
- És a hegedűk nem szóltak tovább (And the Violins Stopped Playing) (1988)
- Menekülés a paradicsomból (Fuga dal paradiso) (1991)
- Ászok: Vasmadarak III. (1992)
- Távol, és mégis közel (1993)
- Fantaghiro, a harcos hercegnő 4. (1994)
- Anna Voss klánja (Der Clan der Anna Voss) (1995)
- Az élet szép (1997)
- A félelem hajója (1998)
- Gyermekrablás Rióban (2000)
- Fényesebb a Holdnál (2000)
- Láthatatlan ellenség (2001)
- Az élet derekán (2002)